# 小出肇
小出 肇（こいで はじめ、1955年3月19日 -、B型）はCMディレクター、映画監督、映像作家、倉敷芸術科学大学メディア映像学科教授。

## 経歴
大阪市東住吉区に生まれる。同区の町内会に横山ホットブラザーズ、谷村新司などがいた。
大阪市立桑津小学校、大阪市立東住吉中学校、大和川高校を卒業。
1977年、近畿大学法学部卒業後、テレビコマーシャル制作プロダクション入社。
- 丸大ハム「わんぱくでもいい　たくましく育ってほしい」シリーズ
  - 監督・池広一夫・高橋典 ・辻岡勝彦/ 撮影・宮川一夫・安本淳・三上琇正 / 照明・佐野武治・中岡源権
- 大阪ガス
  - 明石家さんま「ガスファンヒーター」
  - 「クッチャマンのコンビネーションレンジ」
  - 「オープニング」（矢野顕子）（撮影・宮川一夫　照明・澤田徹夫）
- サンスター
  - 「歯磨き粉・サンスターソルト」（長門裕之・南田洋子）
  - 「サンスタートニックシャンプー」「VO5」
- P&G
  - 「モノゲンユニ」「ミューズ石鹸」
- 三輪山本（撮影・宮川一夫/照明・佐野武治）
- メロディアンミニ
- ロート製薬

など の制作進行（助監督）を務めその後、プロダクション・ディレクターに。
- 長龍「なるほど よい酒」（撮影・宮川一夫　照明・佐野武治）、
- NTT西日本「記念日コール」シリーズ（撮影・谷塚としお　照明・川口明）、
- おにぎりQ「ラッシャー板前」編  （撮影・谷塚としお　照明・川口明）、
- パナホーム「鉛筆削り」（撮影・福田修）、松下電工「間取り図できたら」（撮影・福田修）

など、CM125本などを手がける。
1989年、フリーランスとなる。CMを約1400本手がける。
1997年、映画「OSAKAビッグリバーブルース 平成名探偵 阪田京介2」監督・共同脚本を手がける。
2004年より倉敷芸術科学大学メディア映像学科教授に就任。2022年、退職。

## 主な監督作品
CM
- 大阪ガス
  - 「ガス冷房」「大阪ガスの電気の話」
- JR西日本
  - 1989年-1996年までシリーズ監督
  - 「九州交響旅」（石坂浩二）「卒業旅行92」（歌/心の旅・チューリップ）
  - 「夏族旅行92-94/女流紀行92-95」（石坂浩二・高嶋政宏）
  - 「息子よ1」「息子よ2」（歌/南こうせつ）（撮影・広川泰士）
- 小林製薬
  - 1996年-2003年までシリーズ監督
  - 「熱さまシート」「キズドライ」「キズアワワ」「アイボン」「新キズドライ」（原日出子）
  - 「熱さまシート」（村田雄浩）小林製薬「電気の消臭元」（市原悦子）
- ナショナル・パナソニックの店「わたしの街の電器屋さん」
- ECC外語学院「はじまるよ」（工藤夕貴）
- 大同生命「希生ザイラー・17才,18才,19才」
- シャディ「サラダ館」「ビフラン」（大桃美代子）
- 洋服の青山「モットー/プロも/お正月/新社会人」（三浦友和）
- ヒガシマル「ちょっとぞうすい」（内田勘太郎）
- OSG リズムタッチ（アントニオ猪木・藤波辰巳）
- デオデオ「♪デオデオへいこう」（ケント・デリカット）
- サントリー「アガリクスは仙生露 空港編」（萩原健一）（撮影・稲垣涌三　照明・佐野武治）
- コンバース「ドーベルマン」編（撮影・十文字美信　照明・佐野武治）
- MIZUNO FAST-SKIN「北島始動」（北島康介）（撮影・大西和司　照明・佐野武治）「寺川 綾・伊藤華英編」
- アート引越センター「シニアパック編」「山田花子編」「花紀京編」（撮影・平野力　照明・佐野武治）
- ジーベック「角田信朗ジーベックを着る」（角田信朗）
- チョーヤ梅酒「企業CM」
- AC「妖怪たちが泣いている」（水木しげる）
- 2000年　地上波双方向実験　映像総監督（電通本社ビルにて公開）
- 2000年　インターネット博覧会　NTT西日本　映像総監督
- 2013年　文化映画「住吉に住んだ文化人たち」監督（製作・大阪市住吉区）

他多数
映画
- 「OSAKAビッグリバーブルース 平成名探偵 阪田京介2」（1997年）坂田利夫、秋本祐希、角田信朗（音楽）内田勘太郎（憂歌団）（製作・TSUTAYA/吉本興業）

## 審査歴
- 1997年　ACC賞グループ部門審査員
- 2002年　OCC・大阪コピーライターズ・クラブ賞審査員

## 受賞歴
- 1994年　ACC CMフェスティバル　入選　JR西日本「卒業旅行」
- 1999年　ACC CMフェスティバル　入選　ヒガシマル「ちょっとぞうすい」
- 2003年　ニューヨークフェスティバル 入選「アート引越センターMy Home Town編」